# Affût (chasse)

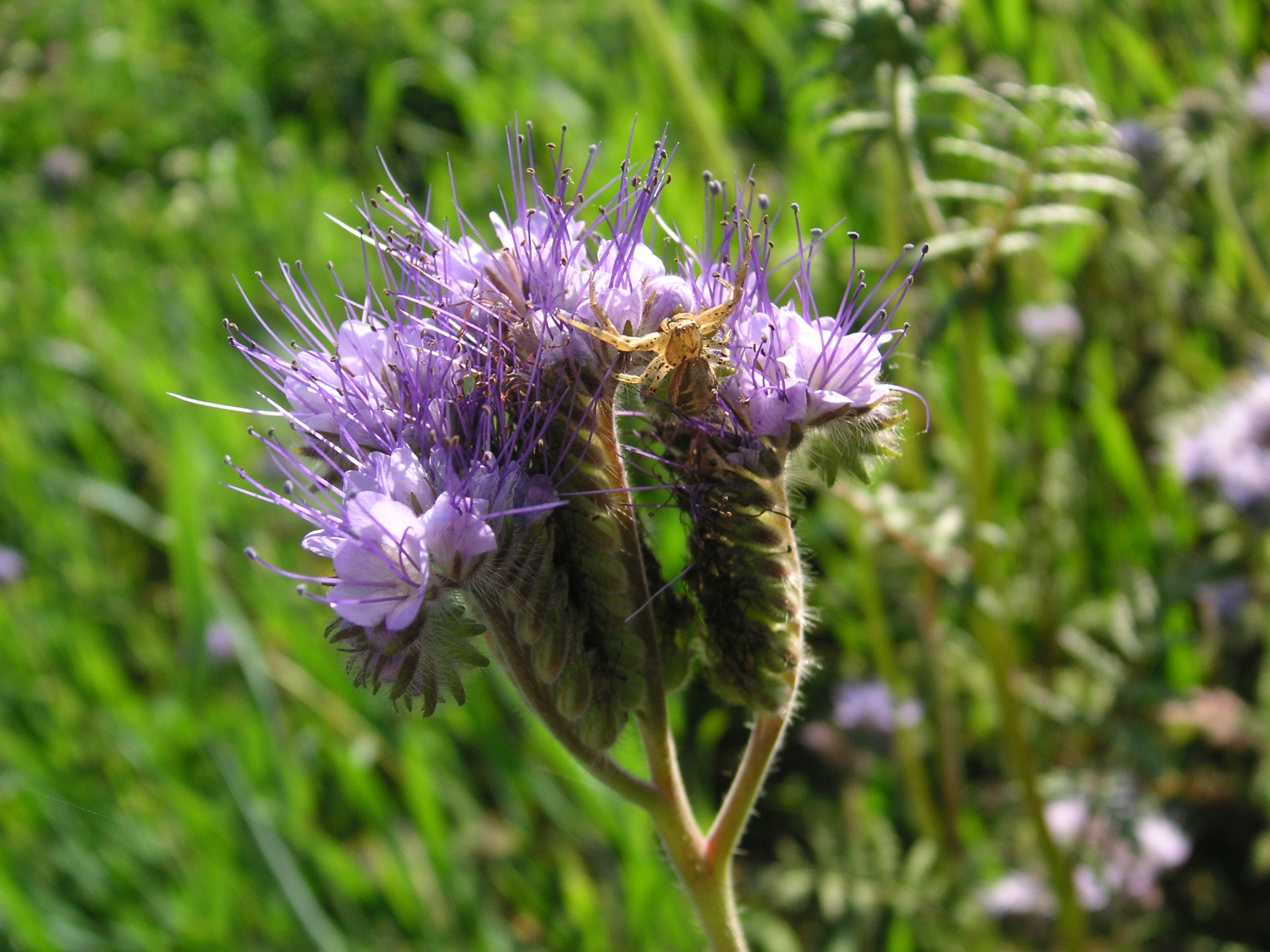
Une araignée-crabe Xysticus cristatus à l'affût des insectes butineurs sur une phacélie.

Pour les articles homonymes, voir Affût.
L'affût (ou affut) est une technique de chasse qui consiste pour un prédateur à rester caché en silence et à attendre qu'une proie passe à portée. En dehors de la chasse, l'homme utilise aussi cette technique en photographie animalière.
Le tigre, comme d'autres animaux, chasse à l'affût.

## Chasse humaine
Selon le gibier chassé, le mirador peut être à 2 ou 3 mètres du sol comme un mirador (sanglier,  gros gibier), ou dans une cabane camouflée ou encore dans le sol (oiseau). La cache est installée sur un sentier fréquenté par l'animal chassé, il faut donc étudier les habitudes de l'animal.